# مسجد الأزهر (كيبايوران)
مسجد الأزهر هو مسجد يقع في مجمع مدارس الأزهر في كيبايوران الجديدة كم جنوب جاكرتا .

## البناء
تم افتتاح المسجد من قبل حكومة جاكرتا، والمسجد واحدا من 18 موقع تاريخي تخطو الحكومة تطورها في المدينة، بالإضافة إلى ذلك تم إدارج المسجد كتراث ثقافي وطني اعتبارا من التاسع عشر من شهر أغسطس عام 1993 .

## التاريخ
تأسس المسجد من قبل أكثر من 14 قائد من قادة جمعية مسجومي، وقد تم بناء المسجد بناء على نصيحة السيد صيام وزير الشؤون الاجتماعية في ذلك الوقت، ثم من قبل قادة مدرسة داخلية إسلامية في السابع من شهر أبريل 1952، وفي التاسع عشر من شهر نوفمبر عام 1953 بدأ بناء المسجد على مساحة تبلغ 43.755 منر مربع، وفي عام 1958 إكتمل بناء المسجد .

## وصلات خارجية
- موقع المسجد على الخريطة